# Adam Mahrburg

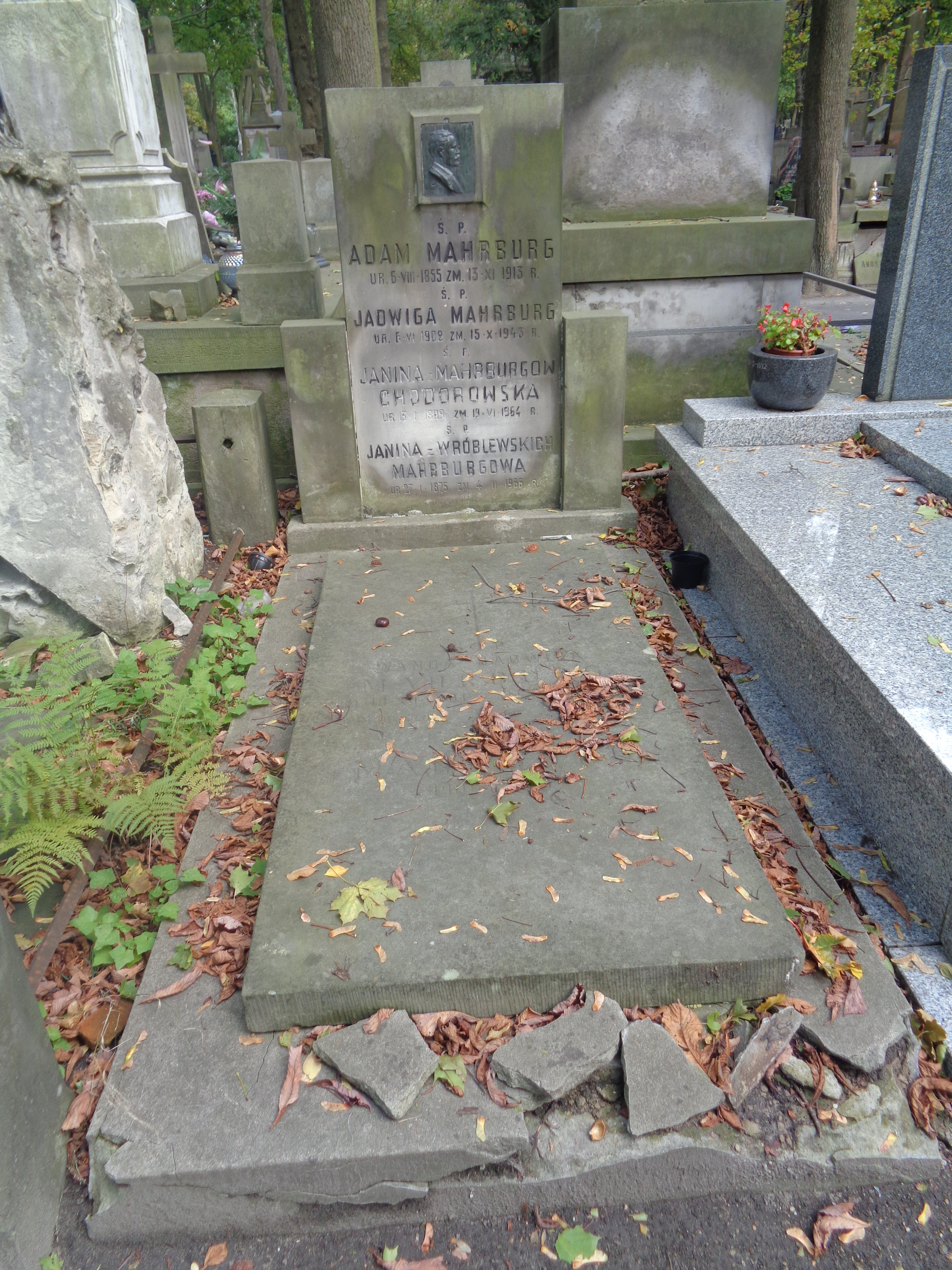
Grób Adama Mahrburga na cmentarzu Powązkowskim

Adam Mahrburg (ur. 6 sierpnia 1855 w Czykach, zm. 13 listopada 1913 w Warszawie) – polski filozof, psycholog, teoretyk nauki, pisarz i działacz pedagogiczny.

## Życiorys
Syn Konstantego i Emilii z domu Jabłószewskiej. W Mińsku uczęszczał do szkoły średniej, którą ukończył w 1875 roku z odznaczeniem. Od 1875 do 1881 odbywał studia na Wydziale Historyczno-Filozoficznym Uniwersytetu w Sankt Petersburgu, podczas których otrzymał na drugim roku złoty medal za pracę o Arystotelesie. Po ukończeniu studiów pozostał w Sankt Petersburgu, nie mogąc jednak kontynuować pracy naukowej w wyniku sporu naukowego z jednym z profesorów, utrzymywał się z korepetycji oraz dorywczych prac naukowych i publicystycznych. Od 1883 roku pracował w redakcji tygodnika „Kraj”. W 1886 roku otrzymał stypendium z Kasy im. Józefa Mianowskiego i w 1887 roku rozpoczął rozprawę doktorską na tamtejszym uniwersytecie pod kierunkiem Wilhelma Wundta. Po ukończeniu uzyskaniu doktoratu i następnie habilitacji miał objąć katedrę psychologii na Uniwersytecie Jagiellońskim. Jednakże spór naukowy ze środowiskiem Stańczyków oraz nie ukończenie rozprawy doktorskiej nie pozwoliły na realizację tych planów.
Od 1890 roku przebywał w Warszawie, prowadząc początkowo prywatne wykłady, następnie w ramach Uniwersytetu Latającego, w tym czasie również przekładał dzieła obce na język polski i publikował szkice, polemiki i recenzje w licznych czasopismach. W wyniku denuncjacji przez Michała Radziwiłła, w dniu 23 grudnia 1899 został aresztowany wraz z innymi osobami związanymi z czytelnią Warszawskiego Towarzystwa Dobroczynności i osadzony w Cytadeli Warszawskiej, gdzie przybywał przez trzy miesiące.  Od 1905 był wykładowcą na Uniwersytecie dla Wszystkich i nauczycielem w Gimnazjum Chrzanowskiego. W latach 1906–1910 był wykładowcą psychologii na Wydziale Przyrodniczym Towarzystwa Kursów Naukowych w Warszawie.
Po 1907 roku trudne warunki życia i przepracowanie doprowadziły do pogorszenia stanu psychicznego. Zmarł w 1913 roku w Warszawie.
Z zawartego w 1898 roku małżeństwa ze śpiewaczką Janiną z Wróblewskich (1875–1966) urodzili się syn Adam (1904–1981) oraz córki Jadwiga (1902–1943), Janina Chodorowska (1899–1964) i Wanda (1901–1971).
Pochowany jest na cmentarzu Powązkowskim w Warszawie w grobie rodzinnym (kwatera 58-2-10).

## Dorobek naukowy
Zajmował się publicystyką popularnonaukową, filozofię sprowadził do teorii poznania nauk. Według Mahrburga pojęcia stworzone przez naukę są narzędziami myśli, które umożliwiają przewidywanie, porządkowanie zjawisk i skuteczne działanie, co określał stworzonym przez siebie terminem empiryzm relatywistyczny.

## Wybrane prace
- Spirytyzm jako fakt i doktryna. „Świat”, 1889
- Teoryja celowości ze stanowiska naukowego: studyjum filozoficzne, Kraków 1888. Brak numerów stron w książce[7]
- Genjusz i obłąkanie: uwagi nad dziełem C. Lombroso, Kraków 1888. Brak numerów stron w książce[8]
- Psychologija współczesna i stanowisko jej w systemie wiedzy, Kraków 1891. Brak numerów stron w książce[9]
- Co to jest nauka?, Warszawa: Nakładem słuchaczek i słuchaczów autora, 1907. Brak numerów stron w książce[10]